# Angelochóri (ort i Grekland)
Angelochóri är en ort i Grekland.   Den ligger i prefekturen Nomós Imathías och regionen Mellersta Makedonien, i den norra delen av landet, 300 km norr om huvudstaden Aten. Angelochóri ligger 21 meter över havet och antalet invånare är 1 526.
Terrängen runt Angelochóri är platt, och sluttar österut. Runt Angelochóri är det ganska tätbefolkat, med 72 invånare per kvadratkilometer. Närmaste större samhälle är Véroia, 17,1 km söder om Angelochóri. Trakten runt Angelochóri består till största delen av jordbruksmark.